# Robert B. Reich
Robert Bernard Reich (* 24. Juni 1946 in Scranton, Pennsylvania) ist ein US-amerikanischer Jurist, Politiker und Publizist. Er ist Professor für öffentliche Politik an der Goldman School of Public Policy der University of California, Berkeley und war von 1993 bis 1997 US-Arbeitsminister unter Präsident Bill Clinton.

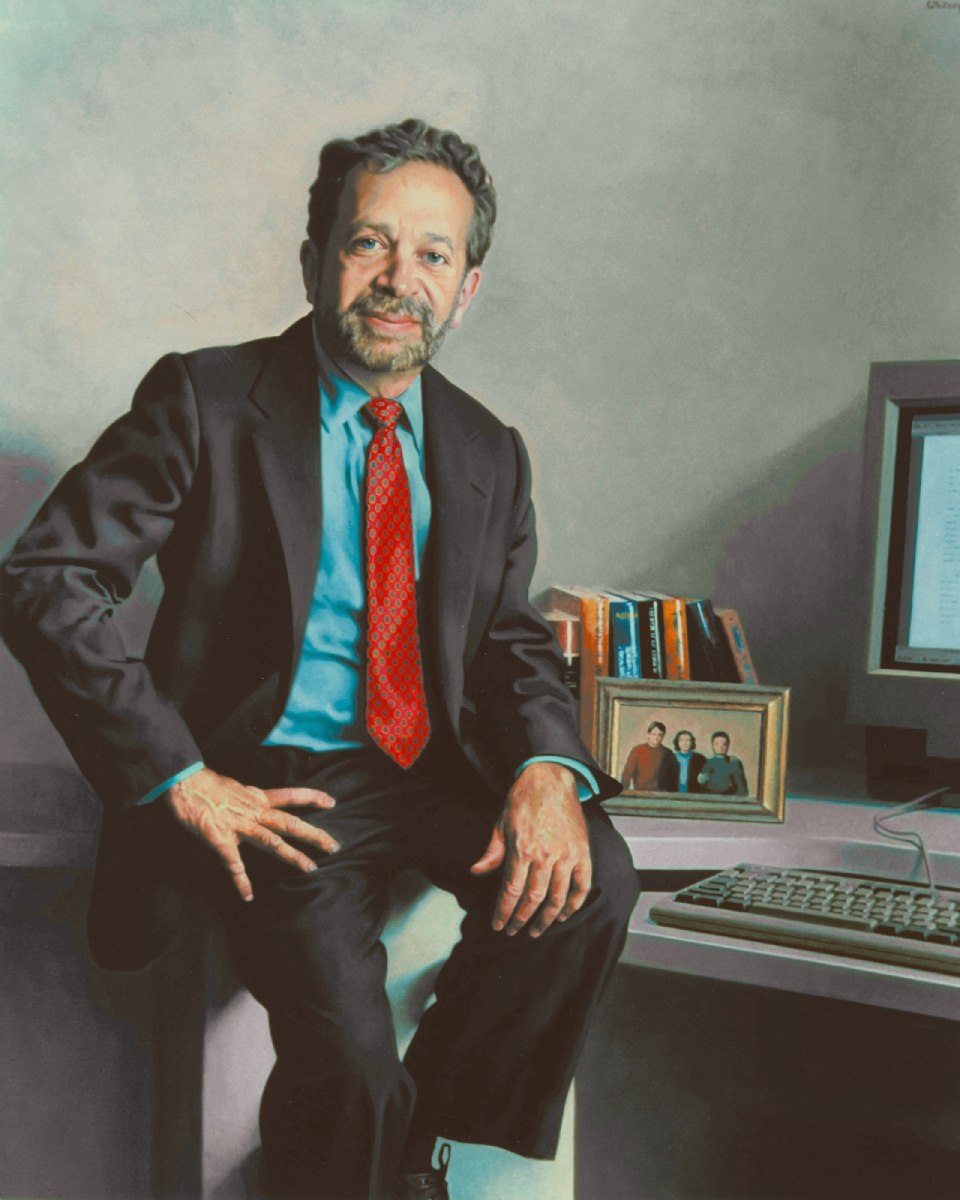
Robert Reich (1994)

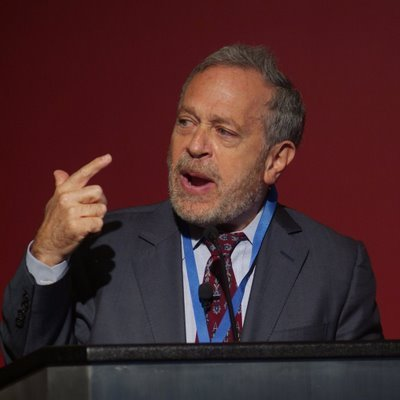
Reich (2009)

## Leben und Werk
Reich wurde in einer jüdischen Familie in Scranton, Pennsylvania, als Sohn von Mildred Freshman (geb. Dorf) (1919–2006) und Edwin Saul Reich (1914–2016) geboren, die ein Damenbekleidungsgeschäft betrieben. Nach seinem Abschluss mit Auszeichnung am Dartmouth College 1968 erhielt Reich ein Rhodes-Stipendium, mit dem er Philosophie, Politik und Ökonomie an der Oxford University studierte – gemeinsam mit Bill Clinton. Anschließend absolvierte Reich das J.D.-Programm der Yale University und machte Karriere im US-Justizministerium. Er lehrte von 1980 bis 1992 in Harvard, bevor er Bill Clintons Chefberater in wirtschaftspolitischen Fragen wurde. Nach Clintons Wahlsieg leitete er ab 1993 das Arbeitsministerium. Reich setzte sich für Programme zur Armutsbekämpfung und für Ausbildungsinitiativen ein. Am Ende der ersten Amtszeit Clintons schied Reich aus dem Kabinett aus. Danach wurde er Professor an der Brandeis University. Seit 2005 ist er Professor für öffentliche Politik an der Goldman School of Public Policy der University of California, Berkeley. 2014 wurde Reich in die American Academy of Arts and Sciences gewählt. Neben seinen schriftlichen Werken wirkte er auch mit an der Dokumentation Inequality for All.
In seinem Werk Supercapitalism stellte Reich fest, im vorherrschenden Wirtschaftssystem würden Personen als Verbraucher und Anleger zunehmend mehr Macht erhalten, als Arbeitnehmer und Bürger jedoch immer weniger. Ein Primat der Ökonomie über die Politik untergrabe die Demokratie. Reich stellte dem eine Forderung nach dem Primat der Politik entgegen.
Reich begründet seine Auffassung mit dem Paradox des Superkapitalismus. Dieses besagt: Die Bürger in den Industrieländern und immer mehr Menschen in Schwellenländern profitieren als Verbraucher und Anleger von der Globalisierung und Liberalisierung der Märkte, als Bürger ihrer Staaten lehnen sie jedoch deren negative Folgen weitgehend ab. Als Konsumenten suchen sie nach den besten Preisen, als Bürger beklagen sie jedoch das Aussterben der kleinen Quartierläden und die schlechten Arbeitsbedingungen in den Supermärkten. Als Anleger erwarten sie hohe Renditen, als Bürger verurteilen sie jedoch die Manager, die aus Renditegründen Arbeitsstellen kürzen. 
Für Reich ist die Bilanz dieser Ambivalenz eindeutig: Die Anleger und Konsumenten sind die Gewinner der Globalisierung. Ihre Auswahlmöglichkeiten nehmen laufend zu. Die Bürger hingegen sind immer öfter die Verlierer: Die Löhne nehmen ab, die Arbeitsunsicherheit nimmt zu und ebenso die gesellschaftliche Ungleichheit. 
Reich spricht sich für eine Einschränkung von Marktmacht (antitrust enforcement), beschränkte Preiskontrollen (limited price controls) und eine Übergewinnsteuer (windfall profits tax) aus.

## Schriften
- The Work of Nations. 1991
  - Die neue Weltwirtschaft. Das Ende der nationalen Ökonomie. Ullstein, Frankfurt/Berlin 1993, ISBN 3-550-06824-7; Fischer-Taschenbuch-Verlag, Frankfurt 1996, ISBN 3-596-12833-1.
- Locked in the Cabinet. 1997
  - Goodbye, Mr. President. Aus dem Tagebuch eines Clinton-Ministers. List, München 1998, ISBN 3-471-78563-9; Econ & List, München 1999, ISBN 3-612-26621-7.
- The Future of Success. 2000
  - The future of success. Wie wir morgen arbeiten werden. Piper, München/Zürich 2000, ISBN 3-492-04359-3; ebd. 2004, ISBN 3-492-24019-4.
- Supercapitalism. 2007
  - Superkapitalismus. Wie die Wirtschaft unsere Demokratie untergräbt. Campus-Verlag, Frankfurt New York 2008, ISBN 978-3-593-38567-9.[3]
- Aftershock: The Next Economy and America's Future 2010, ISBN 978-0-307-59281-1.
  - Nachbeben -- Amerika am Wendepunkt Campus-Verlag, Frankfurt New York 2010, ISBN 978-3-593-39247-9.
- Beyond Outrage: What Has Gone Wrong with Our Economy and Our Democracy, and How to Fix It. 2012, ISBN 978-0-345-80437-2.
- Saving Capitalism: For the Many, Not the Few  Vintage Books, New York 2016. ISBN 978-0-345-80622-2.
  - Rettet den Kapitalismus! Für alle, nicht für 1 %. Campus-Verlag, Frankfurt am Main, 2016, ISBN 978-3-593-50608-1.
- The System: Who rigged it, how we fix it Knopf, New York, 2020, ISBN 978-0-525-65904-4.

## Filmdokumentation
- Jacob Kornbluth: Saving Capitalism (Rettet den Kapitalismus). 2017. Mit Robert Reich.

## Auszeichnungen
- 2008: Hauptpreis Bruno-Kreisky-Preis für das Politische Buch[5] für das Buch Superkapitalismus – Wie die Wirtschaft unsere Demokratie untergräbt